# (15973) 1998 FM85
A (15973) 1998 FM85 a Naprendszer kisbolygóövében található aszteroida. A LINEAR projekt keretében fedezték fel 1998. március 24-én.